# Atumata Hingano
Pour les articles homonymes, voir Hingano.
 (octobre 2024).
Pas d'image ? Cliquez ici

a Compétitions nationales et continentales officielles uniquement.

b Matchs officiels uniquement.
Atumata Hingano, née le 2 août 1998 à Honolulu (États-Unis), est une joueuse internationale américaine de rugby à XV et internationale de rugby à sept évoluant au poste de centre.

## Biographie
Atumata Hingano naît le 2 août 1998 à Honolulu aux États-Unis. En 2024, elle est sous contrat avec l'équipe des États-Unis de rugby à sept.
Elle cumule, à la fin de l'été 2024, six sélections en équipe des États-Unis de rugby à XV quand elle est retenue pour le WXV au Canada.